# 符拉基米尔·弗沃特斯基
符拉基米尔·亚历山德罗维奇·弗沃特斯基（俄語：Влади́мир Алекса́ндрович Воево́дский，1966年6月4日—2017年9月30日），俄罗斯数学家。2002年获得菲尔兹奖。

## 生平
1966年生于俄罗斯莫斯科。1992年获得哈佛大学博士学位。2017年9月30日因为动脉瘤于普林斯顿去世，去世前于普林斯顿高等研究院任全职教授。

## 主要成就
发展了新的代数簇上同调理论，是过去几十年间代数几何领域中所取得的最卓越的进展之一。

## 研究方向
- 抽象代数几何
  - 概型上的同伦论
  - 代数K-理论
- 类型论